# Walawa
Walawa (waˈlawa) ist ein Dorf in der Gmina Orły im Powiat Przemyski (Woiwodschaft Karpatenvorland) im Südosten Polens. Es liegt etwa 15 Kilometer nordöstlich von Przemyśl und 67 km östlich der Woiwodschaftshauptstadt Rzeszów.